# Carrie E. Bullock
Carrie E. Bullock (* 1887 in  Laurens, South Carolina; † 31. Dezember 1962 in Chicago) war eine afroamerikanische Krankenschwester. Sie war Präsidentin der National Association of Colored Graduate Nurses (NACGN) und gründete deren offizielle Zeitschrift.
Carrie E. Bullock wurde 1887 in Laurens, South Carolina geboren, sie wurde mit 6 Jahren zur Waise und von ihren Großeltern, ehemaligen Sklaven großgezogen. Sie besuchte das afroamerikanische College Scotia Seminary in Concord (North Carolina). Nach ihrem Abschluss 1904 unterrichtete Bullock zwei Jahre lang in South Carolina und schrieb sich dann an der Pflegeschule am Dixie Hospital in Hampton (Virginia) ein. Sie wechselte an die Pflegeschule des Provident Hospital in Chicago und graduierte 1909. Bullock arbeitete als Visiting Nurse (dt. ambulante Pflege) und trat in die Visiting Nurses Association Chicago ein und wurde 1919 die Leiterin des Pflegedienstes der farbigen Schwestern.
Im Jahr 1923 organisierte Bullock als Mitglied die Versammlung der NACGN in Chicago, auf dieser Versammlung wurde sie zur Vizepräsidentin gewählt. 1927 wurde Bullock zur Präsidentin der NACGN gewählt. Sie half bei der Einrichtung eines Stipendiums für farbige Schwesternschülerinnen mit Hilfe des Rosenwald Fund. Bullock gründete 1928 das offizielle Vereinsorgan der NACGN National News Bulletin um die Kommunikation innerhalb der schwarzen Pflege zu verbessern. Für ihre Verdienste wurde sie 1938 mit dem Mary Mahoney Award ausgezeichnet. Sie starb am 31. Dezember 1962 in Chicago.